# هوراس دوبنز
هوراس دوبنز هو سياسي أمريكي، ولد في 29 أغسطس 1868، وتوفي في 21 سبتمبر 1962.